# The Car Over the Lake Album
The Car Over the Lake Album è il terzo album della The Ozark Mountain Daredevils, pubblicato dalla A&M Records nel 1975. 

## Tracce
Lato A
1. Keep on Churnin' – 2:53 (John Dillon)
2. If I Only Knew – 3:24 (Larry Lee, Steve Cash)
3. Leatherwood – 3:56 (Randle Chowning)
4. Cobblestone Mountain – 2:25 (Steve Cash)
5. Mr. Powell – 2:50 (Larry Lee)
6. Gypsy Forest – 2:51 (Randle Chowning, Steve Cash)

Lato B
1. Thin Ice – 2:55 (Randle Chowning, Steve Cash)
2. From Time to Time – 3:56 (John Dillon, Larry Lee)
3. Southern Cross – 3:27 (John Dillon, Steve Cash)
4. Out on the Sea – 2:39 (Elizabeth Anderson, John Dillon)
5. Whippoorwill – 5:09 (Randle Chowning)

Edizione CD del 2002, pubblicato dalla Universal Music Special Markets Records
1. Keep on Churnin' – 2:53 (John Dillon)
2. If I Only Knew – 3:24 (Larry Lee, Steve Cash)
3. Leatherwood – 3:56 (Randle Chowning)
4. Cobblestone Mountain – 2:25 (Steve Cash)
5. Mr. Powell – 2:50 (Larry Lee)
6. Gypsy Forest – 2:51 (Randle Chowning, Steve Cash)
7. Thin Ice – 2:55 (Randle Chowning, Steve Cash)
8. From Time to Time – 3:56 (Larry Lee, John Dillon)
9. Southern Cross – 3:27 (Steve Cash, John Dillon)
10. Out on the Sea – 2:39 (John Dillon, Elizabeth Anderson)
11. Whippoorwill – 5:09 (Randle Chowning)
12. Establish Yourself – 0:18 (Buddy Brayfield, Steve Cash, Randle Chowning, John Dillon, Mike Granda, Larry Lee) – Bonus Track
13. Time Warp – 3:17 (Randle Chowning, Steve Cash) – Bonus Track
14. Journey to the Center of Your Heart – 2:58 (Steve Cash, John Dillon, Larry Lee) – Bonus Track

## Musicisti
- John Dillon - chitarre, mandolino, armonica (harp), voce
- Randle Chowning - chitarre, mandolino, armonica (harp), voce
- Steve Cash - armonica (harp), voce
- Buddy Brayfield - pianoforte, pianoforte elettrico, organo
- Buddy Brayfield - oboe (brano: Gypsy Forest)
- Mike Granda - basso
- Larry Lee - batteria, chitarra acustica, sintetizzatore

Ospiti
- Bill Johns - clavicembalo (brano: Whippoorwill)
- Bill Johns - sintetizzatore (brano: Whippoorwill)
- Bill Johns - elka (brano: Whippoorwill)
- Bill Johns - organo (brano: Whippoorwill)
- Bill Johns - corno, arrangiamenti
- Bill Johns - woodwinds (brano: Whippoorwill)
- Bill Johns - arrangiamenti parti vocali (brano: Mr. Powell)
- Weldon Myrick - chitarra pedal steel
- Nancy Blake - violoncello
- Farrell Morris - campana (orchestra bells)[1][3]